# لايون (شوكولاتة)

شوكولاتة لايون

شوكولاتة لايون (بالإنجليزية: Lion Bar)‏ تُسمى في الوطن العربي بشوكولاتة الأسد، هو لوح شوكولاتة مُصنّع من قِبل شركة نستله، نشأ في فاودون في إنجلترا.

## التاريخ
صُنعت الشوكولاتة في الأصل من قِبل آلان نورمان، في مصنع حلويات في فاودون، في تينيسايد، إنجلترا. وتتكون من عدة مكونات وهي الكراميل والحبوب وغلاف الشوكولاتة وزبدة الفول السوداني.